# Crinum lineare
Crinum lineare är en amaryllisväxtart som beskrevs av Carl von Linné d.y.. Crinum lineare ingår i släktet Crinum, och familjen amaryllisväxter. Inga underarter finns listade i Catalogue of Life.